# Nový Drahov (železniční zastávka)
Nový Drahov je železniční zastávka, která se nachází v Kateřině (část Skalné) v okrese Cheb v těsné blízkosti přírodní rezervace Soos. Leží v km 4,080 železniční trati Tršnice – Luby u Chebu mezi stanicí Tršnice a dopravnou Skalná. Název zastávky byl zvolen podle vesnice Nový Drahov (část obce Třebeň), která je od zastávky vzdálena asi 1,1 km.

## Historie
Zastávka byla dána do provozu 30. června 1900 současně s celou tratí z Tršnic do Lubů. Tehdy nesla název Soos a to až do roku 1951, kdy byl název změněn na Hájek dle osady v sousedství zastávky, později byla zastávka přejmenována na dnešní Nový Drahov. Původně se jednalo o železniční stanici, která se později změnila na zastávku a nákladiště a nakonec jen na zastávku.

## Popis zastávky
V zastávce ležící na jednokolejné trati je vnější úrovňové nástupiště s délkou 40 m, hrana nástupiště se nachází ve výšce 200 mm nad temenem kolejnice. Ještě minimálně v roce 2005 se jednalo o zastávku a nákladiště, byla zde jedna manipulační kolej prodloužená o kusou kolej, nacházely se zde tři ručně přestavované výhybky a jedna výkolejka. V té době bylo v Nové Drahově sypané nástupiště o délce 45 m s přístupem od budovy po dřevěném přechodu přes manipulační kolej č. 2.